# Mac-Mahon (Adelsgeschlecht)

Wappen der Mac-Mahon als französische Herzöge

Die Familie Mac-Mahon ist ein französisches Adelsgeschlecht irischer Herkunft, das Ende des 17. Jahrhunderts mit den Jakobiten nach Frankreich kam. In dieser Familie sind die französischen Adelstitel Duc de Magenta und Marquis de MacMahon erblich.

## Geschichte

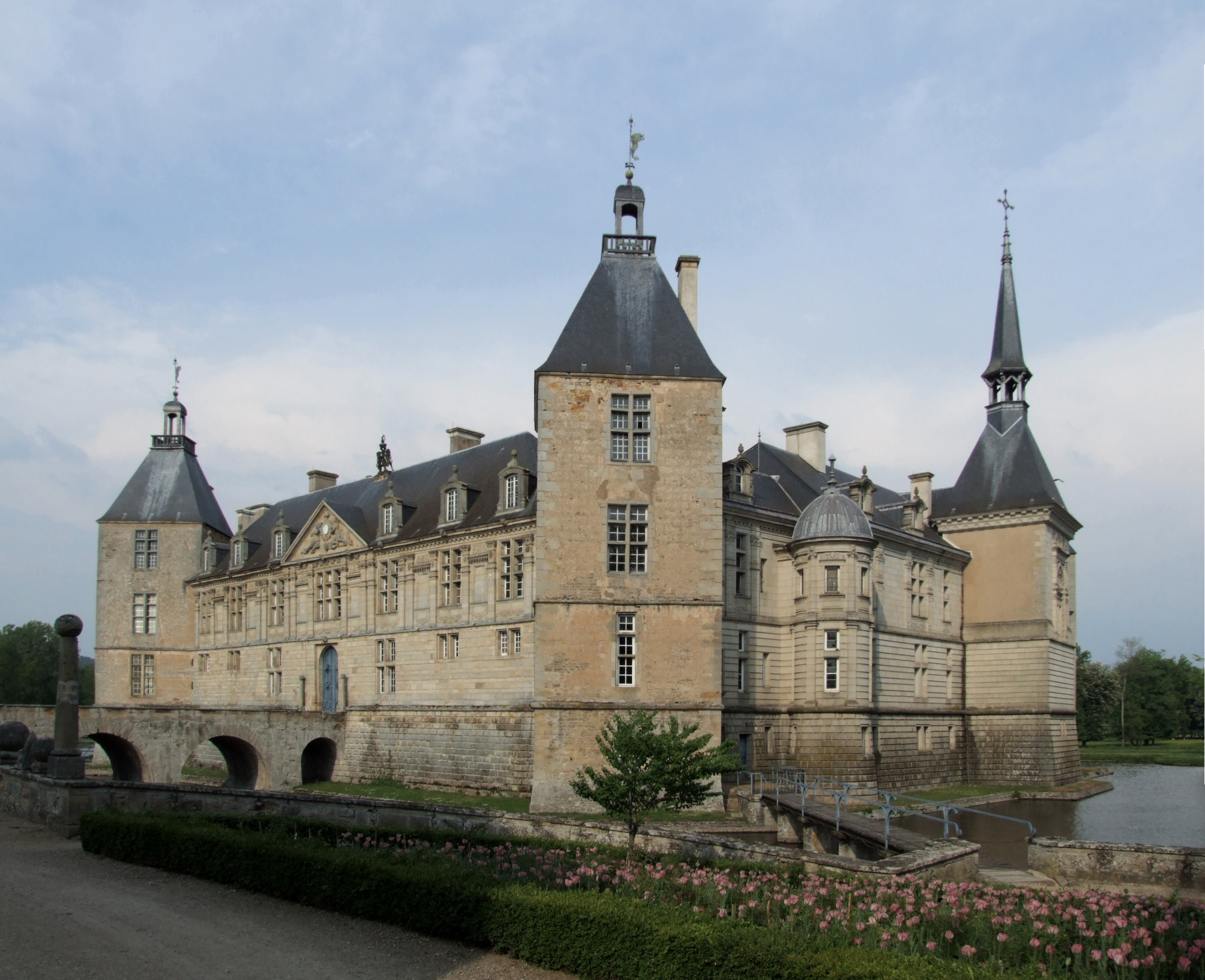
Schloss Sully, Familiensitz der Mac-Mahon in Burgund

Die Familie gehörte zur irischen Gentry. Moriart MacMahon blieb Ende des 17. Jahrhunderts in Irland, um die Thronansprüche des aus Großbritannien exilierten katholischen Königs Jakob II. aus dem Haus Stuart zu unterstützen, sein Bruder Constantin René und seine beiden Söhne kamen jedoch im Gefolge des Charles Edward Stuart nach Frankreich. Ein Enkel, Maurice, wurde 1750 in Frankreich naturalisiert und wurde Herr zu Magnien in Burgund.
Jean-Baptiste de Mac Mahon (1715–1775) wurde 1749 in Frankreich naturalisiert und heiratete 1750 eine Adlige aus dem Hause Belin d’Éguilly auf Schloss Sully. Kurz nach seiner Heirat erhielt er den Titel eines Comte d’Équilly, 1763 wurde er zum Marquis d’Éguilly erhoben.
Sein Neffe Charles-Marie de Mac Mahon stiftete die ältere Linie der Familie (erloschen 1894 mit dem 5. Marquis d’Éguilly), dessen Bruder Patrice de Mac-Mahon die jüngere Linie der Familie. Letzterer wurde Marschall im Zweiten Kaiserreich, 1859 Duc de Magenta, und schließlich Staatspräsident der Dritten Republik.
Beim Tod des 1. Duc de Magenta im Jahr 1893 gingen seine Titel an seinen ältesten Sohn Armand de MacMahon (1855–1927) über, der 1894 auch die Nachfolge als 6. Marquis d’Éguilly antrat und so die Titel der älteren und jüngeren Linie vereinte. Der Titel Marquis d’Éguilly wurde später in Marquis de MacMahon geändert.

## Persönlichkeiten

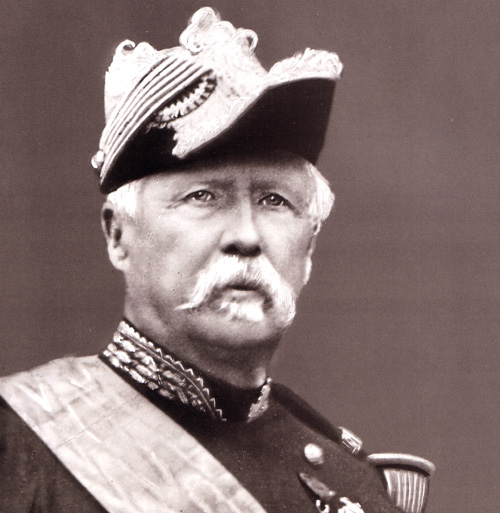
Patrice de Mac-Mahon, 1. Duc de Magenta (1808–1893), Marschall von Frankreich und zweiter Staatspräsident der III. Republik

- Patrice de Mac-Mahon, 1. Duc de Magenta (1808–1893), Marschall von Frankreich und zweiter Präsident der Dritten Republik.

## Stammlinie (Auszug)
Jean-Baptiste de Mac Mahon (1715–1775), 1. Marquis d’Éguilly ⚭ Charlotte Le Belin, Erbin von Schloss Sully
1. Charles Laure (1752–1830), 2. Marquis d’Éguilly
2. Charles-Marie (1793–1845), 3. Marquis d’Éguilly ⚭ Marie-Henriette Lepeletier de Rosanbo
  1. Charles-Henri (1828–1863), 4. Marquis d’Éguilly ⚭ Henriette de Pérusse des Cars
    1. Charles-Marie (1856–1894), 5. Marquis d’Éguilly ⚭ Marthe de Vogüé
3. Bonaventure Marie Pierre Joseph (1799–1865) ⚭ Eudoxie de Montaigu
4. Patrice de Mac-Mahon (1808–1893), 1. Duc de Magenta, Marschall, Staatspräsident, ⚭ Élisabeth de La Croix de Castries
  1. Marie Armand Patrice (1855–1927), 2. Duc de Magenta, 6. Marquis d’Éguilly/de MacMahon ⚭ Marguerite d’Orléans (Tochter von Robert d’Orléans, duc de Chartres)
    1. Maurice Jean Marie (1903–1954), 3. Duc de Magenta, 7. Marquis de MacMahon ⚭ Marguerite Comtesse de Riquet de Caraman-Chimay
      1. Philippe Maurice Marie (1938–2002), 4. Duc de Magenta, 8. Marquis de MacMahon ⚭ (1978) I. Claire-Marguerite Schindler, ⚭ II. (1990) Hon. Amelia Margaret Drummond
        1. (I) Adélaïde Philippine (* 1978), Comtesse de Mac-Mahon ⚭ Romain Pezet de Corval (* 1979)
        2. (I) Eléonore Philippine (* 1980), Comtesse de Mac-Mahon
        3. (II) Pélagie (* 1990), Comtesse de Mac-Mahon ⚭ Prinz Amaury von Bourbon-Parma (* 1991)
        4. (II) Maurice Marie (* 1992), 5. Duc de Magenta, 9. Marquis de MacMahon

      2. Patrice Michel Marie (* 1943) ⚭ Beatrix de Blanquet du Chayla

  2. Marie Emmanuel (1859–1930), Comte de Mac-Mahon, ⚭ Marie Marguerite de Chinot, Vicomtesse de Fromessent
    1. Patrice (1902–1932)